# Hélène Azenor
Hélène Azenor, née le 21 juin 1910 à Paris et morte le 12 mars 2010 dans la même ville, est une peintre, graveuse et illustratrice française. 

## Biographie
Hélène Azénor peint des œuvres influencées par les symbolistes, utilisant une palette soutenue par de nombreuses couches de laques riches. Elle illustre des livres, dont La Chute de la maison Usher d'Edgar Allan Poe et Une Saison en Enfer d'Arthur Rimbaud. À partir de 1966, elle s'intéresse à la représentation de la vie moderne, en peignant des vues de villes nouvelles et de leurs environs. Ses œuvres sont exposées au Salon des indépendants à partir de 1925.